# Holden (Dakota del Norte)
Holden es un territorio no organizado ubicado en el condado de Adams en el estado estadounidense de Dakota del Norte. En el Censo de 2010 tenía una población de 21 habitantes y una densidad poblacional de 0,23 personas por km².

## Geografía
Holden se encuentra ubicado en las coordenadas 45°59′19″N 102°48′31″O / 45.98861, -102.80861. Según la Oficina del Censo de los Estados Unidos, Holden tiene una superficie total de 93.08 km², de la cual 93.08 km² corresponden a tierra firme y (0%) 0 km² es agua.

## Demografía
Según el censo de 2010, había 21 personas residiendo en Holden. La densidad de población era de 0,23 hab./km². De los 21 habitantes, Holden estaba compuesto por el 100% blancos, el 0% eran afroamericanos, el 0% eran amerindios, el 0% eran asiáticos, el 0% eran isleños del Pacífico, el 0% eran de otras razas y el 0% pertenecían a dos o más razas. Del total de la población el 0% eran hispanos o latinos de cualquier raza.